# Andrey Travin
Andrey Travin est un footballeur kazakh né le 27 avril 1979.